# Final Fantasy X-2
Final Fantasy X-2 (Japans: ファイナルファンタジーX-2, Romaji: Fainaru Fantajī Ten-Tsū) is een rollenspel (RPG) ontwikkeld door Square. Het spel is uitgekomen in 2003 voor de PlayStation 2 en is een vervolg op Final Fantasy X. Dit is het eerste directe vervolg in de Final Fantasy-serie. De Engelse versie van Final Fantasy X-2 won de 7e jaarlijkse Academy of Interactive Arts & Sciences prijs in 2004 voor 'Outstanding Achievement in Character Performance' voor het personage Rikku. Van het spel zijn er wereldwijd al meer dan 5,14 miljoen exemplaren verkocht.
Final Fantasy X-2 is op veel vlakken anders dan andere Final Fantasy spellen. Het spel is de eerste in de serie met maar slechts drie speelbare personages, daarnaast zijn alle drie de personages vrouwen. Het is tevens een van de weinige Final Fantasy spellen dat meerdere mogelijke eindes heeft.

## Gameplay
Alhoewel het spel een direct vervolg is op Final Fantasy X is de gameplay toch geheel anders. Het spel maakt gebruik van de traditionele elementen. Verder kan er ook gebruikgemaakt worden zo genaamde 'dresspheres' die de personages in staat stelt zich te specialiseren.
Het blijft wel zo dat de personages een level omhoog gaan als ze een bepaald aantal gevechten hebben afgerond. Met gevechten zijn ervaringspunten te verdienen die bepalen wanneer er genoeg gevechten van een bepaald niveau zijn gewonnen om in level te stijgen. Als de speler in level stijgt, zorgt dit ervoor dat bepaalde statuspunten stijgen en dus verbeteren.
Het doen van een aanval tijdens een gevecht werkt iets anders dan normaal. Als een personages lang genoeg heeft geladen kan het een aanval doen en sommige aanvallen vragen voorbereidingstijd. Als een personages bezig is zich voor te bereiden voor een aanval is het ook mogelijk om aangevallen te worden. Dit werkt vice versa. Daarnaast is het ook mogelijk voor de personages om samen een aanval te doen, wat de kracht van de aanval vergroot.

## Navigatie en opdrachten
Het wereld navigatie systeem in Final Fantasy X-2 geeft de mogelijkheid om bijna iedere plaats te bezoeken met het luchtschip Celsius. Dit is anders dan de andere Final Fantasy spellen waar de speler pas later in het spel de mogelijkheid krijgt om makkelijk van plaats naar plaats te reizen. Deze verandering zorgt ervoor dat de speler niet verplicht is om de standaard verhaallijn te volgen maar ook een omweg kan maken, met bijvoorbeeld meer makkelijke opdrachten.
Het spel bestaat uit vijf hoofdstukken, en iedere plaats heeft per hoofdstuk een klein stukje verhaal te vertellen. De vijf stukjes verhaal binnen een plaats vormen samen een episode. Het verzamelen van de stukjes verhaal is optioneel, de speler kan kiezen om rechtsreeks naar de "hotspots" te gaan om het hoofverhaal verder te zetten.
Als de speler de volledig verhaallijn heeft verzamelt, wordt een speciaal einde ontgrendeld. Het is onmogelijk om alle scenes te zien in een speelbeurt, om het volledig verhaal te zien moet de speler het spel meerdere keren uitspelen. Hiervoor biedt het spel new game+; de dresspheres, Garment Grid en het percentage bekeken Cutscene wordt behouden, maar de levels van de personages worden weer op nul gezet.

## Dresspheres en Garment Grid
Omdat de speler maar met drie personages speelt, zit er bij deze Final Fantasy de magie van de dresspheres. Deze waren eerder ook al te gebruiken bij Final Fantasy III, Final Fantasy V en Final Fantasy Tactics. In plaats van het wisselen tussen personages kan de speler wisselen tussen specialiteiten van een personage. Ieder personage kan tot een maximum van 6 dresspheres bij zich dragen, alhoewel dit ook minder kan zijn als er niet genoeg ruimte is in de Garment Grid die dat persoon bezit. Een Garment Grid is een vlak met ruimtes erin om dresspheres in te stoppen die tijdens een gevecht gebruikt kunnen worden.
Er 'gewone' dresspheres maar ook 'individuele'. De gewone kunnen gebruikt worden door alle drie de personages, terwijl de individuele gespecialiseerd zijn voor één personage. Een individuele dressphere kan alleen gebruikt worden als alle andere dresspheres in één gevecht al een keer gebruikt zijn.

## Introductie verhaal
De wereld genaamd Spira is weinig tot niets veranderd in de afgelopen twee jaar, sinds Final Fantasy X dus. De meeste gebieden die er in het vorige spel waren zijn er weer, maar er zijn ook een stel nieuwe plaatsen te ontdekken. Grote veranderingen zijn de herbouw van het dorp Kilika en het oplossen van de mist op de top van de Gagazet berg, wat nu de vergeten ruïnes weergeeft. In vergelijking tot Final Fantasy X kan de speler altijd naar het paleis van St. Bevelle gaan, in plaats van alleen wanneer de verhaallijn het toelaat.
Het tijdperk waarin het spel zicht afspeelt wordt 'the Eternal Calm' genoemd, oftewel de eeuwige rust. De priesters van de Yevon religie hebben gekozen om de waarheid over hun orde te vertellen wat ervoor zorgt dat de mensen zelf hun leefwijze kunnen bepalen, een wereld zonder religie en Sin dus. De gevorderde technieken en Al Bhed worden door de bevolking omarmd en veel mensen gaan nu meer dingen doen, zoals concerten bezoeken en Blitzball spelen, anderen zijn schatzoekers geworden, zij zoeken naar oude machines, munten en schatten uit de oudheden. Een ander soort schatzoekers zijn de Sphere jagers.
Ondanks de afwezigheid van Sin en de corrupte Meesters van Yevon, is Spira nog niet geheel zonder zorgen. Jonge mensen zijn sneller dan de rest overgestapt van Yevon naar de machines en zien ook graag dat de vooruitgang snel gaat terwijl de oude garde vindt dat de veranderingen te snel gaan. Nu er nieuwe idealen zijn ontstaan zijn er ook een paar nieuwe politieke partijen ontstaan. De meest invloedrijke zijn de 'Youth League', geleid door Mevyn Nooj, en de 'New Yevon Party', geleid door een oud priester genaamd Trema, tot aan zijn verdwijning wanneer het wordt overgenomen door Praetor Baralai. De Youth League bestaat voornamelijk uit jonge mensen die willen dat Spira de oude tradities snel laat vallen terwijl de New Yevon Party bestaat uit zowel jonge als oude mensen met als motto 'een ding tegelijk'.
Beide groepen willen de High Summoner Yuna aan hun kant hebben voor betere politieke druk maar zij heeft ervoor gekozen om neutraal te blijven. In plaats van zich aan te sluiten bij een partij is ze bij een sphere jagers groep gegaan genaamd de Gullwings. Er zitten al een paar bekenden bij haar aan boord zoals haar neefjes broer en Rikku.
Terwijl de tijd vordert groeit de ruzie tussen de Youth league en de New Yevon Party terwijl Yuna op zoek is naar nieuwe spheres die mogelijk informatie bevatten over haar verloren liefde Tidus, die verdween aan het einde van Final Fantasy X. Toen Sin net verslagen was probeerde Yuna gewoon een normaal leven te leiden op het eiland Besaid waar ze dagelijks afspraken had met de bewoners van Spira. Rikku kwam alleen een keer langs met een sphere die ze gevonden was op de berg Gagazet door Kimahri, de huidige leider van de Ronso stam. De sphere laat een jonge man zien, die sprekend op Tidus lijkt, en gevangen zit in een kooi. Rikku overtuigt Yuna dat haar taak voor Spira erop zit en ze haar hart moet volgen. Op dit punt besluit Yuna om weg te gaan van Besaid en zich bij de Gullwings te voegen, op jacht voor meer informatie over Tidus.
Waar Final Fantasy X heel erg vasthield aan de traditionele Japanse cultuur en Aziatische omgevingen laat Final Fantasy X-2 veel elementen zien van onder andere de moderne Japanse Popcultuur. Een uitzondering hierop echter is de Trainer dressphere, wat het personage de mogelijkheid geeft samen te vechten met een hond, een aap of een vogel. Deze dieren zijn de vrienden, uit een traditioneel verhaal, van de Japanse volksheld Momotaro

## Personages
De drie personages van Final Fantasy X-2 zijn Yuna, Rikku en Paine. Yuna en Rikku blijven dezelfde personages als die in Final Fantasy X alhoewel hun uiterlijk sterk verbeterd is ten opzichte van Final Fantasy X. De veranderingen in Spira brengt sowieso ook wat mee in de veranderingen in het uiterlijk omdat de mode nu ook geheel anders is van Final Fantasy X.
Het personage Paine is geheel nieuw in het spel wat het trio van vrouwen compleet maakt. Paine is een stuk cynischer dan de andere twee en houdt emotioneel een goede afstand van iedereen wat ervoor zorgt dat haar verleden een groot geheim blijft gedurende bijna het hele spel.
Verder spelen er nog een hoop mensen in het spel die al bekend zijn van Final Fantasy X. De grootste nieuwkomers zijn de Leblanc Syndicate, een groep sphere jagers. Zij zijn de grootste rivalen van de Gullwings.

## Verhaallijn
Final Fantasy X-2 begint wanneer Yuna, Rikku en Paine ontdekken dat Yuna haar Garment Grid gestolen is door Leblanc Syndicte. Yuna 'praat' vaak nog tegen Tidus, net als dat ze vaak nog denkt aan de momenten die ze met hem had. Het zien van deze momenten is optioneel alhoewel sommige nodig zijn om het verhaal te begrijpen.
Terwijl het spel vordert wordt de ruzie tussen de Youth League en de New Yevon Party groter. Terwijl dit gebeurt, ontdekken de Gullwings een antieken sphere die beelden bevat van een enorme machine genaamd Vegnagun. Deze machine is in het geheim begraven onder de stad Bevelle. Dit wapen heeft genoeg kracht om heel Spira te vernietigen. In vergelijking tot moderne machines kan dit wapen het verschil niet zien tussen vriend en vijand. Op dit punt sluiten de Gullwings en de Leblanc Syndicate zich bij elkaar aan om het wapen te vernietigen voordat een van de politieke partijen ze in handen kan krijgen. Ze vinden echter een grote, vers gegraven, tunnel die leidt naar Farplane, wat ligt bij Spira's kern.
Onenigheid tussen de verschillende partijen worden erger als Baralai, Nooj en Gippal verdwijnen. Zij zijn de leiders van de New Yevon Party de Youth League en de Machine Faction. Terwijl de Gullwings zich ondergronds voortbewegen naar Bevelle ontdekken ze de leiders terwijl die discussiëren over Vegnagun. Zo leren de Gullwings dat Vegnaguns artificiële intelligentie de machine in staat stelt om alleen te opereren. Ze ontdekken ook dat Nooj gekomen is naar Bevelle om Vegnagun te vernietigen, wat hij al eerder had geprobeerd waardoor Vegnagun naar de kern van Spira was gevlucht. Een compleet andere ontdekking is dat Paine eerst bevriend was met de drie leiders. Zij waren allemaal kandidaten voor de Crimson Squad, een elite groep die leiderschap wilde over Spira.
Twee jaar eerder in een grot, genaamd the Den of Woe, net voor de val van project Mi'ihen, onder de Mushroom Rock weg, was de val van de Crimson Squad. Binnen de grot waren een hoop pyrevliegen gekomen die de mensen ertoe dwong om elkaar te doden. De enige overlevende waren Paine, Baralai, Gippal en Nooj, die daarna doelwit werden van de Yevon omdat zij Vegnagun hadden gezien in de grot. Niet snel nadat dit bekend werd, beschoot Nooj zijn kameraden en vluchtte. Op dit moment alleen was Nooj niet toerekeningsvatbaar. De gevoelens van het elkaar willen uitmoorden bleek achteraf te komen van een antagonist, Shuyin, die 1000 jaar eerder dood ging. De geest van Shuyin, die een lichaam nodig had om terug te keren naar de wereld, had bezit genomen van Nooj en dwong hem zo zijn kameraden uit te schakelen. Na deze actie wilde Shuyin naar Vegnagun gaan om deze te besturen, Nooj was alleen sterker van geest dan Shuyin dacht waardoor die nooit de complete controle kreeg. Shuyin besluit om het met een ander lichaam te proberen en neemt daarom Baralai over die uiteindelijk naar Vegnagun moet zoeken in Farplane. Nooj en Gippal voelen zichzelf geroepen om Baralai tegen te houden en verzoeken Yuna om, terwijl zij Baralai stoppen, boven de grond de situatie in de gaten te houden. Om dit te doen moet Yuna iedere grote vijand uit Final Fantasy X weer verslaan aangezien hun geesten herrezen zijn van de dood door Shuyin. Tijdens Yuna haar missie valt ze alleen diep de aarde in en ontmoet daar Shuyin, die haar aanziet voor een vrouw genaamd Lenne. Yuna voelt zich aangetrokken door Shuyin buiten haar wil om en zo krijgt ze op een gegeven moment te horen hoe Shuyin ontwaakte na zijn dood, alleen en niet in staat om Lenne terug te vinden. Hij voelde haat tegen de mensen van Spira die nog niet schenen te begrijpen dat oorlog een hoop pijn en verlies veroorzaakt. Zo had hij een plan ontwikkelt om Spira te vernietigen met een heel oude machine, Vegnagun, zodat er nooit meer een oorlog kon komen.
Hier leer je ook dat Shuyin 1000 jaar geleden een heel goede Blitzball speler was in de oude stad Zanarkand en dat hij destijds het vriendje was van de populaire songstress en summoner Lenne. Deze twee leefde tijdens de Zanarkandoorlog tegen Bevelle. Tijdens de oorlog beval Zanarkand dat alle summoners het gevecht in moesten, wat het geliefde paar scheidde. Shuyin besloot dat de enige manier om zijn geliefde te redden, binnen te sluipen in Bevelle zou zijn en daar controle nemen over Vegnagun om daarmee de vijanden van Zanarkand uit te schakelen. Lenne kwam alleen achter zijn plan en ging proberen hem tegen te houden, omdat ze niet toestond dat er zoveel levens genomen zouden worden om het hare te redden. Wanneer ze bij Shuyin raakte was hij net begonnen met Vegnagun te besturen. Lenne gebood hem te stoppen, wat Shuyin voor haar deed. Een paar momenten later alleen kwamen er een hoop Bevelle soldaten die het paar beschoten. Lenne was zwaargewond en heeft Shuyin nooit kunnen vertellen dat ze van hem hield voor haar dood.
De volgende 1000 jaar bouwt de zelfkwelling van Shuyin zich op omdat hij Lenne niet heeft kunnen redden. Deze haat bond zichzelf tot Pyrevliegen wat ervoor zorgde dat hij het moment van pijn steeds herbeleefde. Over de tijd werd zijn haat jegens de wereld daardoor zo groot dat het zijn gedachtes blind maakte, wat ervoor zorgde dat hij geloofde dat wanneer hij Spira zou laten verdwijnen hij weer samen met Lenne zou kunnen zijn.
Yuna krijgt het op een gegeven moment voor elkaar om weer op de oppervlakte te komen, nu begrijpend waarom Shuyin de oorlog wil stoppen. Boven de grond gaan de Gullwings een groot concert houden waarvoor iedereen uitgenodigd is. Op het concert wordt zichtbaar dat Yuna haar songstress dressphere een herinnering bevat van Lenne, die ze weten te projecteren voor de wereld. Daarop zijn de laatste momenten van Lenne en Shuyin zichtbaar. Omdat Yuna deze dressphere bij zich droeg zag Shuyin haar aan voor Lenne en het waren Lenne haar gevoelens die zich aangetrokken voelde tot Shuyin.
Alhoewel het vechten tussen de verschillende partijen gestopt was bleef het gevaar van Shuyin voortleven. Wederom gingen de Gullwings en Leblanc Syndicate samenwerken om samen op weg te komen naar Farplane, waar ze Nooj en Gippal al zien vechten met Vegnagun. Door met zijn allen samen te werken kunnen ze Vegnagun uitschakelen waardoor de laser Spira niet opblaast. Als ze Shuyin weer confronteren ontsnapt Lenne's ziel van de songstress dressphere. Zij haalt Shuyin over om te stoppen met zijn missie en gewoon te gaan rusten. Lenne bedankt Yuna en neemt vervolgens Shuyins ziel mee om te rusten in vrede.
Kort daarna verschijnt de fayth die eerst in Bevelle leefde om Yuna ook te bedanken. Dan vraagt hij of Yuna 'Hem' wil zien. Wanneer de speler dan ja drukt -en er een hoog genoeg percentage gehaald is- dan zal de fayth Tidus zijn Pyreflies naar Besaid halen waar ze zullen hervormen tot Tidus zelf. Als Yuna daarna naar Besaid terugkeert, is ze weer herenigt met Tidus.